# 宮本茉莉
宮本 茉莉（みやもと まり）は、日本の衣裳デザイナー、スタイリスト。

## 略歴
福岡県出身。[STAN-S]主催。SPURなどのファッション誌を経て映画、CM、ドラマなど手掛ける作品は多岐にわたる。主な作品として映画『八日目の蝉』、『父と暮らせば』、『北の桜守』、『勝手にふるえてろ』、『そしてバトンは渡された』、Netflixオリジナル作品『浅草キッド』、NHK連続テレビ小説『ひよっこ』シリーズなど。

## 作品リスト

### 映画
- スリ（2000年）
- ターン（2001年）
- GO（2001年）
- 非・バランス（2001年）
- いいふたり（2002年）
- OUT（2002年）
- ごめん（2002年）
- 笑う蛙（2002年）
- 美しい夏キリシマ（2003年）
- ホテル・ハイビスカス（2003年）
- 星に願いを（2003年）
- LOVECOLLECTIONOLDK（2003年）
- 月猫に蜜の弾丸（たま）（2004年）
- 予言（2004年）
- 父と暮らせば（2004年）
- 誰がために（2005年）
- 鳶がクルリ、（2005年）
- フライ,ダディ,フライ（2005年）
- HINOKIO（2005年）
- 学校の階段（2005年）
- 鉄人28号（2005年）
- カナリア（2005年）
- 苺の破片（イチゴノカケラ）（2005年）
- コワイ女（2006年）
- 天使の卵（2006年）
- キャッチボール屋（2006年）
- 夜のピクニック（2006年）
- 紙屋悦子の青春（2006年）
- 初恋（2006年）
- ルート225（2006年）
- 輪廻（2006年）
- 恋するマドリ（2007年）
- 眉山（2007年）
- 愛の流刑地（2007年）
- ラブファイト（2008年）
- ひぐらしのなく頃に（2008年）
- あの空をおぼえてる（2008年）
- なくもんか（2009年）
- 天使の恋（2009年）
- ノーボーイズ,ノークライ（2009年）
- ひぐらしのなく頃に誓（2009年）
- アブラクサスの祭（2010年）
- Дочь якудзы（ヤクザガール　仮）（2010年）
- トルソ（2010年）
- トロッコ（2010年）
- 時をかける少女（2010年）
- 彼岸島（2010年）
- 乱反射／スノーフレーク（2011年）
- 八日目の蝉（2011年）
- 綱引いちゃった!（2012年）
- 臍帯（2012年）
- シグナル〜月曜日のルカ〜（2012年）
- 種まく旅人〜みのりの茶〜（2012年）
- うつろう（2013年）
- オー!ファーザー（2013年）
- 僕は友達が少ない（2013年）
- 銀の匙 Silver Spoon（2013年）
- さいはてにて～かけがいのない場所～（2013年）
- 爆心 長崎の空（2013年）
- 四十九日の空（2013年）
- ソロモンの偽証（2014年）
- ふしぎの岬の物語（2014年）
- リトルフォレスト冬/春（2014年）
- リトルフォレスト夏/秋（2014年）
- 夏休みの巨匠（2014年）
- LOVE&PEACE（2014年）
- ロマンス（2015年）
- 無伴奏（2015年）
- 植物図鑑（2015年）
- お父さんと伊藤さん（2015年）
- のぞきめ（2015年）
- 話す犬を、放す（2016年）
- ちょっと今から仕事やめてくる（2016年）
- 武曲MUKOKU（2016年）
- 勝手にふるえてろ（2016年）
- 心に吹く風（2016年）
- 羊と鋼の森（2017年）
- パーフェクトワールド（2017年）
- こどもしょくどう（2017年）
- 教誨師（2017年）
- 十年DATE（2017年）
- chenliang（2017年）
- スマホを落としただけなのに（2018年）
- 美人が婚活してみたら（2018年）
- 最初の晩餐（2018年）
- 最高の人生の見つけ方（2019年）
- walking man（2019年）
- 見えない目撃者（2019年）
- 北の桜守（2019年）
- 私をくいとめて（2020年）
- ジオラマボーイ パノラマガール（2020年）
- 小説の神様　君としか描けない物語（2020年）
- 甘いお酒でうがい（2020年）
- ソワレ（2020年）
- 狂武蔵（2020年）
- 希望と絶望、爆発の3秒前（2020年）
- のぼる小寺さん（2020年）
- 裏アカ（2020年）
- スマホを落としただけなのに　囚われの殺人鬼（2020年）
- グッドバイ〜嘘からはじまる人生喜劇〜　（2020年）
- ページ名（2020年）
- 前田建設ファンタジー部（2020年）
- 風の電話（2020年）
- コンプリシティ/優しい共犯（2020年）
- 浅草キッド（2021年）
- ミュジコフィリア（2021年）
- そしてバトンは渡された（2021年）
- 僕と彼女とラリーと（2021年）
- 先生、私の隣に座っていただけませんか?（2021年）
- 浜の朝日の嘘つきどもと（2021年）
- 太陽の子／映画（2021年）
- 命の停車場（2021年）
- 今はちょっと、ついてないだけ（2022年）
- ウェディング・ハイ（2022年）
- 52ヘルツのクジラたち（2024年）
- 35年目のラブレター（2025年）